# Lisa Nilsson
Pour les articles homonymes, voir Nilsson.
Lisa Nilsson (née le 13 août 1970 à Tyresö, Comté de Stockholm) est une chanteuse suédoise.
Nilsson a fait une percée majeure avec son troisième album Himlen runt hörnet en 1992. 
En février 2007, elle a donné naissance à une fille.

## Discographie
- 1989 - Lean On Love
- 1991 - Indestructible
- 1992 - Himlen runt hörnet
- 1995 - Ticket to Heaven (version anglaise de Himlen runt hörnet)
- 1995 - Till Morelia
- 2000 - Viva
- 2001 - Små rum
- 2003 - Samlade sånger 1992-2003
- 2005 - Between A Smile And A Tear
- 2006 - Hotel Vermont 609
- 2009 - Sambou Sambou